# Troostit
Troostit wird auch feinststreifiger Perlit genannt. Er entsteht bei erhöhter Abkühlungsgeschwindigkeit, bei der der Austenit nicht mehr vollständig in die Perlitstufe umgewandelt wird. Troostit liegt meistens in rosettenförmiger Struktur vor und ist lichtmikroskopisch nur bei sehr hohen Vergrößerungen zu erkennen.